# Limnocaridina tanganyikae
Limnocaridina tanganyikae is een garnalensoort uit de familie van de Atyidae. De wetenschappelijke naam van de soort is voor het eerst geldig gepubliceerd in 1899 door Calman.